# Giulio Ciarambino
Giulio Ciarambino (* 1957 in Mailand) ist ein italienischer Filmregisseur.

## Leben
Ciarambino schloss in moderner Literatur ab und belegte anschließend Kurse für Film- und Fernsehwissenschaften an der Scuola di Milano im Jahr 1981. Nach dem Drehen einiger Kurzfilme (so z. B. Tre con le mani in tasca) schrieb er für Ipotesi Cinema Szenarios für Maurizio Zaccaros Arbeiten in diesem Bereich. Nach einem Drehbuch für einen abendfüllenden Film drehte er, ebenfalls 1998, seinen eigenen Domani.
2006 arbeitete er für das Mailänder Polytechnikum an einer Studie über Fernseh-Regionalsender. Für andere Projekte war er als Videokameramann verpflichtet.

## Filmografie (Auswahl)
- 1998: Domani